# Le Travailleur (journal franco-américain, 1931-1978)
Pour les articles homonymes, voir Travailleur (homonymie).
Ne doit pas être confondu avec Le travailleur (journal franco-américain publié de 1874 à 1892).
Le Travailleur est un hebdomadaire de langue française catholique du Massachusetts, publié de 1931 à 1978. Il desservait une communauté canadienne française importante de Nouvelle-Angleterre dont les origines remontent au XIXe siècle.

## Histoire
Le journal est fondé en 1931; son premier numéro est daté du 10 septembre. C'est un hebdomadaire de quatre à six pages qui paraît le jeudi. Il sera mensuel de 1976 à 1978; son dernier numéro paraîtra en octobre de cette dernière année. En 1932, il fusionne avec Le Progrès, journal de Nashua (New Hampshire). Quelques numéros sont parus sous le titre Le Travailleur et le Progrès d'août à décembre 1932, puis l'appellation du Progrès disparaÎt. 
Le Travailleur est fondé par Wilfrid Beaulieu, qui en est aussi le directeur et le rédacteur en chef. Beaulieu, né à Lowell (Mass.), a cependant étudié au Québec avant de revenir aux États-Unis. Il a travaillé au Devoir de Montréal au début des années 1920. C'est un vif défenseur du mouvement « sentinelliste », qui préconise la reconstitution aux États-Unis des structures religieuses et sociales canadiennes françaises en Nouvelle-Angleterre pour préserver la culture. Il fonde le journal pour remplacer L'Opinion publique, journal de Worcester (Mass.) disparu en 1931. 
Beaulieu a choisi le nom du journal en l'honneur de Ferdinand Gagnon, qui avait fondé un autre journal portant le même nom et ayant paru de 1874 à 1892.  
Le journal est d'abord imprimé à Worcester (Mass.) puis, à partir d'avril 1932, à Manchester (NH). 
« Le Travailleur n'est pas un journal d'information; il est plutôt le seul journal d'opinion franco-américain de la Nouvelle-Angleterre. [...] Militer en faveur de l'idéologie de la survivance, en faire l'apologie, tenter de la propager à travers toutes les communautés franco-américaines de la Nouvelle-Angleterre et lutter à la fois contre les assimilateurs et les Francos qui les laissent faire sont les principaux objectifs du Travailleur. » Malgré ce que son titre laisse entendre, il s'adresse plutôt à l'élite. 
Étant donné le climat tendu de l'époque et les positions clivantes du journal, la plupart de ses collaborateurs utilisent des pseudonymes (ex. : « Grain de Sel », « J'en Assure », etc.). On peut toutefois nommer Hermance Morin, Marguerite Daignault, Yvonne Le Maître et Oda McClure de même que Gérard Arguin. Ces auteurs viennent du New Hampshire, du Rhode Island et du Massachusetts.